# Trevor Bryce
Trevor Robert Bryce (1940 –) hettitológus, az ókori és a klasszikus közel-keleti történelem professzora. Könyvei és publikációi a hettiták történelméről az angol nyelvű olvasók között népszerűek és hiánypótlóak, mivel a hettitológia jelenleg túlnyomórészt német nyelvű. Legfontosabb tudományos igényű, de egyben ismeretterjesztő könyve a The Kingdom of the Hittites, amely először 1999-ben jelent meg, majd 2005-ben bővített kiadás következett.
Trevor Bryce a Queenslandi Egyetemen oktat történelmet, filozófiát, vallástörténetet és klasszikus történelmet. Az Australian Centenary Medal for Service to Australian Society and the Humanities kitüntetés tulajdonosa, amellyel a történelemoktatásban és ismeretterjesztésben végzett munkáját díjazták. Számos egyetem kutatási ösztöndíjait nyerte el, többek között az oxfordi és princetoni egyetemekét. A világ minden táján tartott előadásokat, például a Smithsonian Intézetben is. 2004-ben történelmi tanácsadója volt egy BBC dokumentumfilmnek, amelyben a trójai háború valóságalapját keresték. Ettől kezdve még több más televíziós ismeretterjesztő film tanácsadója lett. Számos expedíciót vezetett Görögországban, Olaszországban, Törökországban és Jordániában. Az Ausztrál Tudományos Akadémia tagja, a queenslandi egyetem tiszteletbeli kutatási tanácsadója.
Két gyermeke és öt unokája van. Fia ismert orvos, aki az ausztrál őslakosok egészségügyi problémáit kutatja.

## Elismerései
- 1989 – az Ausztráliai Humán Akadémia tagja
- 2001 – az ausztráliai kormány Centenáriumi medálja
- 2010 – az irodalomtudomány doktora a queenslandi egyetemen

## Publikációi
- 2014 Ancient Syria: A Three Thousand Year History, New York, Oxford University Press, ISBN 978-0-19-964667-8
- 2012 The World of the Neo-Hittite Kingdoms – A Political and Military History, New York, Oxford University Press, ISBN 978-0-19-921872-1
- 2010 The Hittites at War, Alter Orient und Altes Testament, 372 : 67-85.
- 2010 The Trojan War, In Eric H. Cline (Ed.), The Oxford Handbook of The Bronze Age Aegean (pp. 475–482) New York, USA, Oxford University Press
- 2009 Hattusa stronghold of the hittite empire, In John Julius Norwich (Ed.), The Great Cities in History (pp. 32–33) London , UK, Thames & Hudson
- 2009 The Hittite empire 1650-1200 BC, In Thomas Harrison (Ed.), The great empires of the ancient world (pp. 44–69) London, United Kingdom, Thames & Hudson
- 2009 The routledge handbook of the peoples and places of ancient western asia, New York, USA, Routledge, Taylor & Francis
- 2008 An historian's observations on Troy and homeric tradition, In Michel Mazoyer (Ed.), Homère et l'Anatolie (pp. 31–45) Paris, France, L'Harmattan
- 2008 Homer at the Interface, In Billie Jean Collins, Mary R. Bachvarova and Ian C. Rutherford (Ed.), Anatolian Interfaces: Hittites, Greeks and their Neighbours: Proceedings of an International Conference on Cross-Cultural Interaction, September 17-19, 2004. (pp. 85–91) Oxford, England: Oxbow Books
- 2007 A View From Hattusa, In G. Leick (Ed.), The Babylonian World (pp. 503–514) New York, Routledge
- 2007 Hittite Warrior, Oxford, UK, Osprey Publishing
- 2007 The Geopolitical Layout of Late Bronze Age Anatolia's Coastlands: Recent Advances and Important Caveats, In Alparslan, M., Dogan-Alparslan, M. and Peker, H. (Ed.), Festschrift in Honour of Belkis Dinçol and Ali Dinçol (pp. 125–131) Turkey, Yayinlari
- 2007 The Secession of Tarhuntassa, In Groddek, D. and Zorman, M. (Ed.), Tablularia Hethaeorum (pp. 119–129) Wiesbaden, Germany, Harrassowitz
- 2006 The Trojans and their neighbours : an introduction, New York, Routledge
- 2005 Review of Hattuschili und Ramses. Hethiter und by H Klengel, Orientalistische Literaturzeitung, 100/1: 53-58.
- 2005 The Kingdom of the Hittittes, 2. bővített kiadás, Oxford University Press
- 2003 History, In H. Craig Melchert (Ed.), The Luwians (pp. 27–124) Leiden, Netherlands, Brill
- 2003 Letters of the Great Kings of the Ancient Near East: The Royal Correspondence of the Late Bronze Age, London, UK, Routledge
- 2003 Relations between Hatti and Ahhiyawa in the last decades of the Bronze Age, In G. Beckman, R. Beal and G. McMahon (Ed.), Hittite Studies in Honor of Harry A. Hoffner Jr. on the Occasion of His 65th Birthday (pp. 59–72) Indiana, USA, Eisnebrauns
- 2002 Life and Society in the Hittite World, Oxford, UK, Oxford University
- 2002 The Trojan War: Is there truth behind the legend?, Near Eastern Archaeology, 65/3: 182-195.
- 1999 Anatolian scribes in Mycenaean Greece, Historia: Zeitschrift fur alte Geschichte, 48/3: 257-264.
- 1999 The Kingdom of the Hittites, 1. kiadás, Oxford, UK, Oxford University Press
- 1998 How old was Matanazi?, The Journal of Egyptian Archaeology, 84: 212-215.